# Formica aquilonia
Formica aquilonia es una especie de hormiga del género Formica, tribu Formicini. Fue descrita científicamente por Yarrow en 1955.
Se distribuye por China, Georgia, Mongolia, Corea del Norte, Austria, Bielorrusia, Bulgaria, República Checa, Dinamarca, Estonia, Finlandia, Francia, Alemania, Italia, Letonia, Lituania, Montenegro, Noruega, Polonia, Rumania, Rusia, Serbia, Eslovenia, Suecia, Suiza, Ucrania y Reino Unido. Se ha encontrado a elevaciones de hasta 1100 metros. La reina mide 8-10 milímetros de longitud. Vive en microhábitats como nidos; también en bosques de producción.